# أيومي تاكادا
أيومي تاكادا (باليابانية: 高田あゆみ؛ بالكانا: たかだ あゆみ) هي عارضة أزياء وعارضة يابانية، ولدت في 10 أكتوبر 1984 في تشيبا في اليابان.

## وصلات خارجية
- أيومي تاكادا على موقع ميوزك برينز (الإنجليزية)
- أيومي تاكادا على موقع ميوزك برينز (الإنجليزية)